# Left Lane Cruiser
Left Lane Cruiser és un grup de música de blues i rock dels Estats Units originari de Fort Wayne, Indiana. Estan influenciats pel blues dels músics del nord del Mississipi, molts dels quals gravaren per al segell discogràfic Fat Possum Records. Left Lane Cruiser està liderat pel vocalista i guitarrista Fredrick "Joe" Evans IV i pel bateria Pete Dio.

## Història
Especialitzats en un estil punk-blues de Hillbilly brut que esclata com una serra de modes modulants, Left Lane Cruiser és una banda de dues peces formada originalment per Frederick "Joe" Evans IV en la guitarra i Brenn Beck a la bateria. La parella va sortir de Fort Wayne, Indiana, però el seu so va tenir la sensació pantanosa del blues de les muntanyes del nord de Mississipi on hi habitaven Junior Kimbrough i R.L Burnside, amb una bona dosi de punk del garatge que van saber mesclar perfectament. Un disc autoeditat, Gettin 'Down on It, va ser llançat en el propi grup Hillgrass Bluebilly Records en 2006, i l'any següent van signar a Alive Records. Bring Yo 'Ass to the Table va aparèixer el 2008, seguit de All You Can Eat en 2009 i Junkyard Speed Ball en 2011.
A l'equip s'afegiren esporàdicament James Leg, teclista dels Black Diamond Heavies, i la banda va publicar Painkillers el 2012, en el qual va aparèixer dos músics convidats: el baixista Jim Diamond i l'arpista de blues Harmonica Shah. Rock Them Back to Hell! va sorgir un any després, el 2013. El llançament Dirty Spliff Blues en l'any 2015 va veure com el bateria original de Left Lanne Cruiser, Brenn Beck, va deixar el grup. Pete Dio seria el seu substitut. A més, el grup va afegir el baixista Joe Bent, per conformar un trio.
El 2016, la banda va llançar la col·lecció Beck in Black, que va comptar amb les vuit cançons més famoses, juntament amb sis tracks inèdits. El 2017, Left Lane Cruiser va continuar com a duo entre Evans i Dio quan van llançar l'àlbum Claw Machine Wizard, que també va comptar amb el teclista convidat Jason Davis.

## Discografia
- Gettin' Down On It (2006)
- Bring Yo' Ass To The Table (2008)
- All You Can Eat (2009)
- Junkyard Speed Ball (2011)
- Painkillers (2012)
- Rock Them Back To Hell! (2013)
- Slingshot (2014)
- Dirty Spliff Blues (2015)
- Beck In Black (2016)
- Claw Machine Wizard (2017)
- Shake and Bake (2019)